# Álvaro Lozano Rico
Álvaro Lozano Rico   (Petrer, 24 de setembre de 1980) és un pilot de motocròs valencià, dues vegades Campió d'Espanya en la màxima categoria (el 2004 en MX1 i el 2010 en MX Elite) i una en categoria júnior (1997). Ha estat també Campió del País Valencià de motocròs MX1 (2001) i Campió d'Espanya de Supercross (1998).
Álvaro Lozano ha seguit les passes d'un altre petrerí il·lustre, Luis López "Luisake", qui fou diverses vegades Campió d'Espanya de motocròs i supercross durant la dècada de 1990. Lozano, a més a més, ha destacat també en competició internacional: ha estat dues temporades seguides cinquè a la classificació final del Campionat del Món en categoria MX3 (2007 i 2008), i setè la temporada del 2009. Pocs anys abans, ja havia acabat dues vegades seguides en tercer lloc final al Campionat d'Europa (1998 i 1999).
A 1 de gener de 2013

## Palmarès
| Any          | Motocicleta  | Mundial MX3 | C. Eur. MX2 | C. d'Espanya MX | C. d'Espanya MX | C. d'Espanya MX | C. d'Espanya SX | C. d'Espanya SX | C. PV MX1 |
| Any          | Motocicleta  | Mundial MX3 | C. Eur. MX2 | MX1             | MX2             | Júnior          | MX1             | 125cc           | C. PV MX1 |
| ------------ | ------------ | ----------- | ----------- | --------------- | --------------- | --------------- | --------------- | --------------- | --------- |
| 1997         | ?            | -           | -           | -               | -               | 1r              | -               | -               |           |
| 1998         | ?            | -           | 3r          | -               | -               | -               | -               | 1r              |           |
| 1999         | ?            | -           | 3r          | -               | 5è              | -               | 6è              | -               |           |
| 2000         | ?            | -           | -           | -               | -               | -               | -               | -               | -         |
| 2001         | ?            | -           | -           | 3r              | -               | -               | 6è              | -               | 1r        |
| 2002         | KTM          | -           | -           | 4t              | -               | -               | 3r              | -               |           |
| 2003         | KTM          | -           | -           | 5è              | -               | -               | -               | -               |           |
| 2004         | KTM          | -           | -           | 1r              | -               | -               | 2n              | -               |           |
| 2005         | KTM          | 23è         | -           | 5è              | -               | -               | -               | -               |           |
| 2006         | KTM          | -           | -           | 2n              | -               | -               | -               | -               |           |
| 2007         | KTM          | 5è          | -           | 2n              | -               | -               | -               | -               |           |
|              |              | MX3         | MX2         | MX Elite        | MX2             | Júnior          | SX1             | SX2             | MX1       |
| 2008         | KTM          | 5è          | -           | 5è              | -               | -               | -               | -               |           |
| 2009         | Yamaha       | 7è          | -           | 2n              | -               | -               | -               | -               |           |
| 2010         | Yamaha       | -           | -           | 1r              | -               | -               | -               | -               |           |
| 2011         | Yamaha       | -           | -           | 4t              | -               | -               | -               | -               |           |
| 2012         | Yamaha       | -           | -           | 2n              | -               | -               | -               | -               |           |
| Total títols | Total títols | 0           | 0           | 2               | 0               | 1               | 0               | 1               | 1         |
|              |              |             |             | 4 estatals      |                 |                 |                 |                 |           |

Notes
1. ↑  Lesió de lligaments creuats del genoll
2. ↑  Al total de títols s'hi compten tots els campionats estatals i nacionals guanyats